# Procès-verbaux de l'équipe de crise du RKI
Les procès-verbaux de l'équipe de crise du RKI (Protokolle des RKI-Krisenstabs, en allemand), également appelés les procès-verbaux RKI (RKI-Protokolle) ou les fichiers RKI (RKI-Files), sont plus de 200 procès-verbaux rédigés par l'équipe de crise créée au sein de l'Institut Robert Koch (Robert Koch Institut, RKI) en raison de la pandémie de COVID-19 en Allemagne. Ils comprennent 456 fichiers PDF contenant 2 065 pages de texte, qui datent de janvier 2020 à avril 2021 et ont été initialement traités comme informations classifiées par le RKI. Paul Schreyer (de), journaliste au magazine en ligne Multipolar (de), a intenté une action en justice pour obtenir la déclassification, alléguant la loi sur la liberté d'information (Informationsfreiheitsgesetz (de), IFG). Le RKI a déclassifié les documents en avril 2023, mais en noircissant environ mille passages. Le 20 mars 2024, les procès-verbaux ont été publiés intégralement, mais toujours partiellement noircis, par Multipolar. Le 30 mai 2024, le RKI a mis les procès-verbaux, en grande partie dénoircis, à la disposition du public. Le 23 juillet 2024, les documents entièrement dénoircis et des éléments supplémentaires relatifs à la période 2020-2023 ont été divulgués par une journaliste. L'ensemble de ces données n'a pas été authentifié par le RKI.
La publication du procès-verbal a déclenché une intense controverse, principalement quant à une éventuelle influence des décideurs politique sur le RKI, dont les intenses discussions internes sont devenues visibles. Le débat public concerne la plupart des recommandations du RKI et leurs fondements scientifiques ainsi que les mesures prises contrairement ou conformément à ces recommandations. Les sujets discutés incluent une éventuelle orientation vers l'exemple chinois, la nécessité du confinement, la fermeture des écoles, l'obligation de porter un masque de protection, la vaccination, l'obligation vaccinale et les effets secondaires de la vaccination. Cependant, contrairement à ce que Multipolar a dépeint et conjecturé, les procès-verbaux prouvent que l’évaluation des risques a été améliorée en mars 2020 et ont ainsi servi de base aux mesures de confinement ultérieures prises par le vice-président du RKI de l’époque, Lars Schaade (de).

## Déroulement des événements
Selon Multipolar, la demande de déclassification a été déposée auprès du tribunal administratif de Berlin (Verwaltungsgericht Berlin (de)) en mai 2021. L'article 1er de la loi sur la liberté d'information et l'article 10 de la CEDH ont été invoqués. En avril 2023, afin d’éviter une décision de justice, le RKI a soumis les procès-verbaux fortement expurgés. Des caviardages sur plus de 1000 pages ont été justifiés par le cabinet d'avocats Raue pour le compte du RKI. En juillet 2023, une action en justice a été intentée contre les expurgations. En janvier 2024, le tribunal a fixé une date en mai pour l'audience et l'enregistrement des preuves. La publication des procès-verbaux a donc été avancée.
Le 28 mars 2024, le RKI déclare qu'après avis juridique, mais sans consultation du Ministère fédéral de la Santé, il avait rendu méconnaissables certains passages par une mesure de protection conforme aux dispositions de l'IFG (loi sur la liberté d'information)  et aussi afin de préserver les droits des tiers. Pour le nouvel examen, l'IFG prévoit une procédure dans laquelle des tiers ont la possibilité de participer et de formuler leurs commentaires dans un délai d'un mois. Les expurgations concernaient les noms, les participants, mais aussi les points de l'ordre du jour et le contenu des réunions. Les procès-verbaux sont masqués dans de nombreux endroits qui traitent des effets secondaires des vaccins contre la Covid-19. Les avocats du cabinet Raue, qui conseillent le RKI, ont également justifié ces masquages par le danger de « bouleversements en matière de politique étrangère.
Le ministre fédéral de la santé Karl Lauterbach annonce en mars 2024 que la plus grande partie des procès-verbaux sera dénoircie. Le 30 mai 2024, le RKI publie les procès-verbaux sous une forme largement non expurgée. Selon l'institut, les passages masqués ne concernent plus que certaines données personnelles ainsi que les secrets d'entreprise et d'affaires de tiers, y compris des entreprises comme les fabricants de vaccins. Les justifications de masquages supplémentaires qui avaient été effectués précédemment : protection de la propriété intellectuelle, importantes implications publiques en matière de sécurité interne et de relations internationales, n'étaient plus alléguées.
Multipolar a soumis une autre demande IFG (loi sur la liberté d'information) au RKI pour la publication de tous les procès-verbaux ultérieurs à partir de mai 2021. Le RKI a annoncé le 30 mai 2024 qu'il publierait le plus rapidement possible les procès-verbaux restants, allant jusqu'à la fin des réunions de juillet 2023, après examen et participation de tiers.
Le 23 juillet 2024, les documents entièrement dénoircis pour la période 2020-2023, ainsi que d'autres documents, ont été publiés par l'activiste et journaliste Aya Velázquez. Elle a déclaré qu'elle avait reçu les documents d'un ancien employé du RKI. L'ensemble de données n'a pas été confirmé par le RKI, qui a annoncé qu'il envisagerait des mesures judiciaires concernant les droits des tiers. Une publication de tous les procès-verbaux des réunions, où seules seraient apportées les expurgations légalement nécessaires, était en cours,,,.

## Discussions publiques

### Avant le dénoircissement

#### Premières réactions
Le magazine Multipolar, qui a publié les procès-verbaux, est, selon Die Tageszeitung, « connu pour ses théories du complot ». Multipolar voyait dans la phrase d'un procès-verbal du 16 mars 2020, « L'évaluation des risques sera publiée dès que (passage [ixé] noirci) en donnera le signal », la preuve que le RKI faisait passer des consignes politiques avant les considérations scientifiques. La Tageszeitung, oppose à cette idée une déclaration du ministre de la santé Karl Lauterbach, selon laquelle le nom noirci est celui d'un collaborateur du RKI, dont l'identité a été tenue secrète par mesure de protection. De même, le journaliste Martin Rücker (de) désigne la personne dont le nom a été noirci comme un « participant à la séance » qu'on a préservé d'une stigmatisation. Selon la station de radio BR24, d'autres passages controversés ont été sortis de leur contexte ; ils étaient en partie basés sur des expressions d'opinion ou sur des évaluations provisoires.
Le 23 mars 2024, dans un article qui sera modifié plus tard, Britta Spiekermann, journaliste à la chaîne de télévision ZDF, estime, au vu de la publication de Multipolar, que les procès-verbaux pourraient avoir un « pouvoir politiquement explosif ». On lit notamment dans la forme initiale de cet article que le 16 décembre, quand le second confinement avait commencé, le RKI, au vu de la situation internationale, estimait que les confinements avaient eu à certains points de vue des conséquences plus graves que la Covid-19 elle-même.
Le 24 mars 2024, l'homme politique Armin Laschet, dans le Heute-journal de la ZDF, appelle à une divulgation complète et à une réévaluation des documents. Il souhaite une autocritique des médias et du personnel politique. Le fait que la publication des procès-verbaux du RKI n'ait été réclamée en justice que par le magazine en ligne Multipolar, qu'on accuse d'être complotiste, montre l'inactivité des médias de qualité à clarifier les processus internes du gouvernement. Les procès-verbaux montrent à quel point les avis divergeaient dans les discussions au sein du RKI « et combien peu de cette diversité d’opinions a finalement trouvé sa place dans une politique concrète ». Le RKI doit « de toute façon devenir plus indépendant ». Les débats internes auraient dû être exprimés. Au lieu de cela, une seule opinion a été publiquement reconnue comme correcte. Ce qu’il faut, c’est une « nouvelle culture du dialogue » qui admette ses erreurs. Les discussions sont souvent menées « de manière beaucoup trop agressive et sans respect pour les autres opinions »,.
Toujours le 24 mars 2024, le journaliste Georg Restle (de) a fait une déclaration similaire en se référant à l'article de ZDF. Selon lui, les médias « ont encore beaucoup de travail d’autocritique à faire ».
Le 27 mars 2024, le virologue Hendrik Streeck (de) reproche lui aussi aux partis de ne pas être suffisamment intéressés par une reconsidération des décisions politiques en relation avec la pandémie covid-19. La politique se cache derrière la science. Le caractère multiforme de l'expertise nécessaire n'a pas été mis en évidence,.
Le 25 mars 2024, ZDF met à jour son article du 23 mars et fait écho à un démenti du RKI en date du 25 mars 2024. La phrase « Sur quelle base scientifique la mise à niveau (du degré de risque) a été effectuée, cela reste flou », présente dans la version initiale de l'article du 23 mars, est supprimée dans la version révisée. Une autre assertion présente dans la version initiale, à savoir que le 16 décembre, quand le second confinement avait commencé, le RKI estimait, au vu de la situation internationale, que les confinements avaient eu dans une certaine mesure des conséquences plus graves que la Covid-19 elle-même, est maintenant suivie de cette explication : « Le RKI parlait ici des mesures de confinement en Afrique ». D'autre part, on a ajouté, dans la nouvelle version de l'article, que le passage du procès-verbal dénoncé par certains comme révélant un contrôle du RKI par le pouvoir politique signifie en fait « que le RKI lui-même a effectué l’évaluation des risques et a été ainsi amené à classer le risque comme élevé. Seule la publication de l'évaluation des risques dépendait de l'approbation de la personne anonyme. »
Le 25 mars 2024, Pascal Siggelkow, dans la rubrique Faktenfinder (« chercheur de faits ») de Tagesschau.de, rejette la présentation des faits que ZDF avait donnée le 23 mars.
Selon Siggelkow, il est inexact d'affirmer que la décision prise le 17 mars 2020 par le RKI de faire passe l'évaluation du risque sanitaire du Corona de modéré à élevé ait été prise non sur base de l'expertise du RKI en épidémiologie mais sur ordre d'un acteur politique externe. Selon le ministère de la Santé, c'est « un employé interne du RKI » qui était derrière le noircissement du nom de l’acteur responsable de la mise à jour de l'information du public. Selon le Tagesschau, le RKI avait déjà procédé à une nouvelle évaluation des risques, mais celle-ci n'avait pas encore été publiée. Il ne manquait que le consentement d’une personne spécifique, nécessaire à la publication. Quant à l'aggravation de l'évaluation du risque, elle était bien justifiée par l'augmentation du nombre des cas, ce que confirment Hajo Zeeb, professeur d'épidémiologie à l'université de Brême, et Emanuel Wyler, expert en biologie moléculaire au Max-Delbrück-Centrum für Molekulare Medizin in der Helmholtz-Gemeinschaft (de). Et surtout, l'Organisation mondiale de la santé avait, dès le 11 mars 2020, déclaré une pandémie.
Pour Hajo Zeeb, il ne serait en fait pas anormal que la décision finale de publier ait été prise par un homme politique, car après tout, pendant la pandémie, les décisions ont été prises et communiquées conjointement par la science et la politique.

#### Déclarations politiques
Le 25 mars 2024, le ministre de la Santé Karl Lauterbach nie toute ingérence politique dans les recommandations du RKI en matière de Covid-19, le RKI, selon lui, n'étant pas lié par des instructions (« weisungsgebunden» (de)). (Pourtant, en 2022, le journaliste Markus Grill avait soutenu que le RKI est bel et bien lié par des instructions (« weisungsgebunden ») et ne pouvait pas refuser une mission de contrôle de fraude que le ministre Lauterbach lui assignait.) Lauterbach justifie les caviardages par la protection des employés du RKI contre d'éventuelles incitations ou attaques physiques de la part d'extrémistes de droite ou de milieux complotistes.
Alors que certains réclament une enquête parlementaire, Lauterbach estime que ce n'est pas d'une analyse politique qu'on a besoin, mais d'une analyse scientifique, il faut regarder vers l'avenir. Au sujet du passage « les confinements ont eu dans une certaine mesure des conséquences plus graves que la Covid-19 elle-même », Lauterbach déclare qu'il s'agissait de l'Afrique, où la moyenne d'âge est de 19 ans, et que dans de telles conditions, il est normal que les confinements aient été dans une certaine mesure un facteur aggravant. Mais en Allemagne, ajoute Lauterbach, où la population est plus âgée, beaucoup plus de gens seraient morts sans les confinements. Lauterbach annonce toutefois que les procès-verbaux seront dénoircis autant que possible,,.
Le 26 mars 2024, Bijan Djir-Sarai (de), Secrétaire général du Parti libéral-démocrate, demande qu'une commission d'étude soit créée par le Bundestag pour analyser la période Covid.
Le 27 mars 2024, Lauterbach déclare que les procès-verbaux devraient être largement dénoircis afin d'atteindre une « transparence maximale ». Lui-même n'a rien à voir avec les caviardages. « Pour que le dénoircissement puisse avoir lieu, l'Institut Robert Koch doit maintenant demander l'autorisation de toutes les personnes nommées dans le procès-verbal ou dont les intérêts sont indiqués. » Cela prendra peut-être quatre semaines, puis une forme beaucoup plus claire des procès-verbaux pourra être présentée au public.
L'AfD et la BSW réclament une enquête parlementaire et rejettent l'idée d'une simple commission d'étude.
Wolfgang Kubicki (FDP) s'est joint aux critiques. Selon lui, le RKI « a servi de façade scientifique » à la politique de santé du ministre de l’époque Jens Spahn et probablement aussi de Lauterbach.
Dans un article invité de Focus en date du 25 mars 2024, Kubicki justifie sa thèse selon laquelle une restriction des droits fondamentaux (de) à cette époque reposait soit sur une ignorance mathématique, soit sur un mensonge. Les données du ministère de la Santé montrent que le nombre de reproduction effectif (valeur R) en question a été déterminé par double arrondi, ce qui est mathématiquement inadmissible. Un réexamen des mesures sanitaires sur base des procès-verbaux est nécessaire parce que l'institut a préparé le terrain pour des mesures politiques et que les tribunaux ont également fait référence à l'expertise du RKI dans leurs décisions concernant les mesures contre la pandémie.
Toujours le 25 mars 2024, Janosch Dahmen (de) (Alliance 90/Les Verts) accuse les partisans d'une commission d'enquête de vouloir exploiter l'enquête sur la pandémie pour les prochaines campagnes électorales. En avril 2023, dans un entretien avec la  NOZ, il avait évoqué le danger d'une bataille pour la souveraineté interprétative (« Deutungshoheiten ») et pour l'imputation a posteriori des responsabilités, bataille qui pourrait conduire à une perte de confiance au sein de la population,. En mars 2024, Dahmen évoque le danger d'ingérence des services secrets étrangers : « Il me semble que la diffusion virulente de telles rumeurs mensongères est également le résultat de l'influence des services de renseignement étrangers visant à diviser davantage notre société sur fond de l'invasion de l'Ukraine par la Russie et rendre la politique incapable d'agir. »
Début avril 2024, Lauterbach partage le point de vue de Dahmen : les théories du complot ne devraient pas pouvoir surgir dans les médias sociaux par l'ingérence de gouvernements étrangers. Tim Röhn, journaliste de Die Welt, dit à ce sujet que Lauterbach se réfugie dans les théories du complot quand elles lui sont utiles.
En Rhénanie du Nord-Westphalie, il y a également une tentative de création d'une commission d'enquête le 26 mars 2024.
Le 27 mars 2024, Martin Knobbe (de), codirecteur du  Hauptstadtbüro (bureau de la capitale) du magazine Der Spiegel, demande que les hommes politiques examinent eux-mêmes la gestion de la pandémie au sein d’une commission d’étude au lieu de « s’en remettre aux théoriciens du complot ».
Le 29 mars 2024, le virologue Hendrik Streeck (de) déclare dans la Neue Zürcher Zeitung que les expurgations alimenteraient les théories du complot. Karl Lauterbach devrait également publier les procès-verbal datant de son mandat. Il y a eu de franches discussions au sein du RKI, mais le message adressé au monde extérieur ne le montre pas. Les procès-verbaux ont montré la forte dépendance de l'agence à l'égard de la politique. Le RKI devrait être indépendant dans ses tâches de recherche scientifique et de conseils politiques.
Le 30 mars 2024, le Ministre de la Justice Marco Buschmann demande lui aussi une révision.
Le 28 mars 2024, la vice-présidente du Bundestag Katrin Göring-Eckardt (Verts) appelle à la prudence dans une éventuelle réévaluation. Elle se dit préoccupée par le fait que « la pandémie continue de créer un climat défavorable à notre démocratie parlementaire ». Selon elle, une réévaluation ne doit pas être utilisée à mauvais escient pour diffamer les acteurs politiques, médicaux et scientifiques, mais plutôt comme un moyen d’apprendre pour l’avenir.
Thomas Schmid (de), journaliste à Die Welt, a qualifié la déclaration de Katrin Göring-Eckardt d'opinion révoltante et absurde  (« empörende Larifari-Überzeugung »). Le fait qu’elle mette en garde par avance contre trop de critiques est quelque chose d'énorme.

#### Réactions médiatiques
Dans un article du 27 mars 2024, la journaliste Ulrike Mix (SWR Aktuell) a mentionné des voix critiques à l'égard du RKI, de la Ständige Impfkommission (de) (Commission permanente de vaccination) et du personnel politique, notamment les points de vue d'une initiative des médecins de Tübingen, du cardiologue Christian Eick, de la commissaire chargée de la pandémie à Tübingen Lisa Federle et du professeur de chimie de Tübingen Andreas Schnepf (de).
Le 30 mars 2024, la Tageszeitung a toutefois souligné que certaines des déclarations extraites des procès-verbaux provenaient de discussions, déjà connues, qui s'étaient tenues pendant la pandémie, comme celles qui concernaient les bases scientifiques d'une recommandation des masques FFP2 ou la moindre efficacité du vaccin AstraZeneca par rapport aux vaccins à ARNm.

#### Avis de spécialistes
Le 25 mars 2024, Christoph Lütge (de), qui a été démis du Conseil d'éthique bavarois (Bayerischer Ethikrat) en 2021 après avoir formulé des commentaires critiques sur les mesures liées au coronavirus, a déclaré à la Neue Zürcher Zeitung que les procès-verbaux publiés révélaient dans le chef des autorités des considérations qui, avant la publication, étaient traitées de théories du complot. Nous savons désormais que même le RKI avait des doutes sur les vaccins, le confinement et les exigences en matière de masques.
Le 26 avril 2024, dans une interview accordée au quotidien Die Welt, l'épidémiologiste et ancien coordinateur de l'OMS Klaus Stöhr (de) qualifie le RKI d'« homme de main des mauvaises politiques ». Selon lui, on doit reprocher à la direction du RKI de l’époque de ne pas avoir publiquement pris ses distances par rapport à certaines des mesures gouvernementales pendant la période Corona.
Dans un entretien avec la Süddeutsche Zeitung publié le 29 mars 2024, Daniel Saldivia Gonzatti, chercheur en sociologie des mouvements de protestation au Centre scientifique de recherche sociale de Berlin (de), exprime son scepticisme quant à savoir si une réévaluation aurait un effet sur les gens qui participèrent aux manifestations contre les mesures de protection contre la pandémie de COVID-19 en Allemagne (de). Ils ont fondamentalement perdu confiance dans le système politique et discutent actuellement des documents du RKI de façon visiblement plus scandalisée que ne le ferait un observateur de sang froid.
Le 27 mars 2024, le psychologue du travail Oliver Hirsch et l'orthopédiste Kai Kiselinski expriment leur opinion sur les procès-verbaux dans un article invité du mensuel Cicero (de). Selon eux, les responsables savaient dès le départ qu'il n'existait aucune preuve scientifique en faveur d'une obligation générale de porter un masque au sein de la population. Ils savaient également avant la vaste campagne de vaccination que la vaccination ne pouvait pas produire une immunité stérile, c'est-à-dire que la personne vaccinée restait susceptible de contaminer d'autres personnes. En sachant cela avant le début de la campagne de vaccination et en continuant à harceler les non-vaccinés par des restrictions allant jusqu'au fameux règlement 2G (de), on a pris imprudemment des mesures dont on savait déjà qu'elles manquaient de fondement.

#### La question de l'évaluation des risques
L’évaluation des risques de la pandémie de COVID-19 a été dans un premier temps au centre des discussions, notamment la décision de faire passer l’évaluation des risques de « modéré » à « élevé » le 17 mars 2020 : « L’évaluation des risques sera publiée dès que (nom de la personne expurgé) en donnera le signal. » Des critiques ont affirmé que cette décision était prise sur instructions d’un acteur politique extérieur. Le RKI a contredit cette interprétation : selon lui, la personne en question appartient au RKI,. Quand le passage en question des procès-verbaux a été publié sans noircissement, c'est le nom de Lars Schaade (de), alors vice-président du RKI, qui est devenu visible.
Le journaliste Martin Rücker (de) montre  le 30 mars 2024 dans RiffReporter (de) et le 20 avril 2024 dans le Berliner Zeitung que Paul Schreyer (de), journaliste au magazine en ligne Multipolar (de), avait déjà été informé, par une lettre du 5 avril 2023 du cabinet d'avocats berlinois Raue, mandaté par le RKI, que le «signal», mentionné dans le procès-verbal du RKI comme attendu pour modifier l'évaluation des risques, provenait d'un participant à la réunion de l'équipe de crise - la liste des participants mentionnée dans le procès-verbal ne comprenait ni Spahn ni d'autres hommes politiques. Schreyer a alors admis que cette information « lui avait échappé ». Il maintient cependant sa thèse selon laquelle il s'agit d'un acteur politique. Le magazine a d'abord émis l'hypothèse qu'il s'agissait « peut-être » du ministre de la Santé de l'époque Jens Spahn,.

### Après le dénoircissement

#### Réactions médiatiques
Le dénoircissement a clairement montré que les procès-verbaux ne confirmaient pas la thèse centrale de Multipolar, selon laquelle l'élévation du niveau de rique annoncée en mars 2020 comme base pour les mesures de confinement ultérieures ne reposait pas sur une évaluation technique par le RKI , mais sur la direction politique d’un acteur extérieur – dont le nom est masqué dans le procès-verbal. Le dénoircissement a rendu visible le nom de Lars Schaade (de).
Le 30 mai 2024, Philippe Debionne, journaliste à la Schwäbische Zeitung (de), dresse une liste de points sur lesquels les déclarations et les préoccupations du RKI ont été ignorées par les politiques : protection des personnes âgées à domicile, efficacité du vaccin et durée de la protection, les effets adverses de la vaccination, port obligatoire du masque pour les étudiants, but du masque, effet protecteur et suites lointaines du port du masque, rôle de transmetteurs des enfants et avancées vaccinales. Debionne voit également des preuves de proximité avec les médias et d’influence politique. Dans un article du 31 mai 2024, il dit que les procès-verbaux désormais divulgués prouvent que les politiciens ont froidement ignoré les conclusions scientifiques quand elles ne s’inscrivaient pas dans le « programme strict de fermeture de tout ». En outre, les politiciens ont dénoncé et diffamé les critiques comme menteurs, illuminés et gens de droite. Debionne voit une nouvelle preuve du rôle des politiciens dans un passage d’un procès-verbal selon lequel les masques pourraient être utiles pour protéger les autres, mais ne devraient pas être recommandés pour l’ensemble de la population. Au lieu d’une « recommandation », les politiciens ont décidé d’obliger par la loi tout le pays à porter un masque, même à l’extérieur. D'autre part, un procès-verbal du 8 janvier 2021 dit qu'à cette date l'effet du vaccin n'est pas encore connu, mais la campagne de vaccination avait déjà commencé à ce moment-là et quatre semaines plus tard, environ deux millions de personnes avaient été vaccinées en Allemagne.
Le 1er juin 2024, dans un article de la ZDF, Nils Metzger estime que les procès-verbaux n'ont pas de quoi provoquer un nouveau scandale politique, mais renforcent plutôt le tableau déjà connu. Dès le début, les mesures à prendre pour combattre le nouveau virus ont été étudiées par le RKI dans des débats libres et scientifiquement fondés. Les passages dénoircis ont également montré à quel point la situation était difficile et parfois accablante pour les autorités centrales, jusqu'au Ministère fédéral de la Santé, en particulier au cours des premières semaines de la pandémie. Dans certains cas, le ministère est même intervenu dans le travail du RKI sous son autorité, par exemple le 3 juin 2020 : « Il était prévu de suspendre le rapport de situation ce week-end, mais [nom noirci], du Ministère de la santé, a objecté. On craint peut-être que la population interprète cela comme un signal de fin d'alerte.» 
Selon Metzger, certains passages dénoircis sur les vaccins et d’autres sujets ne prêtent à scandale que s’ils sont mal compris. La phrase « L’effet du vaccin n’est pas encore connu » figurant dans le procès-verbal du 8 janvier 2021 ne concerne pas l’effet fondamental d’un vaccin déjà approuvé le 21 décembre 2020, mais uniquement les personnes qui ont été infectées bien qu'elles eussent été vaccinées. À cette époque, il n’existait pas encore suffisamment de données provenant des études d’homologation pour ce groupe de personnes.
Les procès-verbaux ont également révélé des problèmes de communication répétés et des publications incohérentes, problèmes que même les membres du RKI étaient souvent incapables de résoudre. Après qu’une enquête du Spiegel, en mai 2020, eut fait état de ces incohérences dans les évaluations du RKI, l’équipe de crise du RKI en a longuement discuté; la conclusion a été que le RKI n'a pas les ressources dont il a besoin, en particulier dans certaines régions.
Comme l'indique le rapport, des centaines de passages caviardés étaient des descriptions détaillées du processus d'infection, descriptions qui pouvaient également être lues dans la presse à l'époque . La question se pose de savoir pourquoi de telles informations accessibles au public ont été masquées. À ce sujet, Metzger rappelle le fait bien connu que, dans le cadre de telles procédures fondées sur la loi de liberté d'information (de) (IFG), les autorités occultent le plus complètement possible les documents; il estime que le RKI s'est rendu là un mauvais service en alimentant des rumeurs de complot.
Le 4 juin 2024, Anna Kröning dit dans un article de Die Welt qu'il résulte des procès-verbaux que, dès le début de la crise du Corona, l'Allemagne avait demandé conseil à la Chine, où des mesures restrictives étaient en vigueur, et, de l'avis de Die Welt, s'était orientée sur le modèle chinois. Die Welt renvoie à ce sujet à son article  « L'expert Covid qui a reçu de l'argent de Pékin », sur Otto Kölbl, qui a collaboré au Document stratégique du ministère de l'Intérieur sur la pandémie de Covid-19 (de) (surnommé en allemand Panik-Papier). Les dénoircissements concernent la plupart des passages sur la vaccination et ses effets secondaires (19 février 2021 : « Les médias rapportent de plus en plus d'effets secondaires, ce n'est pas tout à fait surprenant, les effets secondaires sont connus. »), sur la vaccination obligatoire des groupes professionnels (8 janvier 2021 : « Les preuves de l’effet du vaccin ne sont pas encore connues. […] La durée de la protection est également inconnue. ») Le débat sur l'isolement et la solitude causés aux personnes âgées par les mesures Covid est désormais publié sans restrictions. Les conséquences des mesures sur les enfants n’ont joué aucun rôle dès le départ. Les fermetures d’écoles avaient déjà été évoquées et examinées en détail le 13 mars 2020 sous le sous-titre « Rôle des enfants comme porteurs ». Le procès-verbal indique qu'à l'époque, le pouvoir infectieux des enfants n’était pas clair. Selon un procès-verbal du 15 juillet 2020, on a constaté dans la population des problèmes mentaux et psychologiques causés par les mesures prises contre la pandémie. L'obligation du port du port du masque a été perçue d'un œil critique (4 mai 2020 : « Le port permanent ou prolongé de masques peut également causer des dommages » ; 21 octobre 2020 : « L'obligation de porter des masques pour les élèves du primaire est discutée de manière critique, avec des conséquences possibles à long terme. »)
Dans son article « Le jour où le RKI a trahi la science », la journaliste d'investigation Elke Bodderas (Die Welt) affirme le 13 juin 2024 qu'un procès-verbal dénoirci du 5 mai 2020 suscite désormais l'indignation du monde politique et scientifique, car il montre que les conseillers théoriquement indépendants du gouvernement fédéral ont abandonné ce rôle et se sont mis au service des politiciens. Helge Braun (CDU), chef de la Chancellerie fédérale  et Jens Spahn (CDU), alors ministre de la Santé  avaient exigé que le RKI cautionne un chiffre pris en l'air, à savoir la valeur seuil 35 de l'incidence épidémiologique. Spahn et Braun imaginaient qu'à partir d'une incidence de 35 personnes infectées pour 100 000 habitants, des mesures strictes devraient entrer en vigueur en Allemagne. Au RKI, théoriquement indépendant, on demandait l'approbation de cette théorie et l'apport d'arguments scientifiques à l'appui. Les experts du RKI, seraient rapidement tombés d'accord pour penser qu'au point de vue scientifique, la demande ne pouvait pas être approuvée, mais ils craignaient de perdre de leur importance : « Si le RKI ne se conforme pas à la demande politique », il existe un risque que les politiciens « élaborent eux-mêmes des indicateurs » ou « n’impliquent plus le RKI dans des commandes similaires ». Selon Bodderas, cela signifie que « la dernière instance qui aurait pu empêcher le gouvernement fédéral de prendre une mauvaise décision » a manqué à la tâche. L’épidémiologiste Klaus Stöhr a également conclu : « De toute évidence, le RKI n’a pas osé opposer l'expertise à la pression politique. » Die Welt cite également Wolfgang Kubicki, selon qui le procès-verbal prouve à quel point le gouvernement fédéral a serré la bride au RKI au cours des premiers mois de la pandémie. À l'occasion de cet article, MDR aktuell a interviewé Bodderas sur d'autres influences subies par le RKI : Bodderas a souligné l'absurdité des fermetures d'écoles et le manque d'efficacité des vaccins : ici non plus, le RKI n'a pas exercé son influence. Le démantèlement prévu du RKI fait craindre que l'Institut fédéral pour la prévention et l'enseignement de la médecine, en cours de création (BIPAM), ne soit encore plus étroitement lié au ministère.
Le 13 juin 2024, dans un article de la NZZ, Beatrice Achterberg et Jonas Hermann arrivent à la conclusion qu'il résulte des procès-verbaux dénoircis que le RKI a été trop lent au début de la pandémie et a été dépassé par les événements. En fin de compte, le RKI lui-même ne sait apparemment pas ce qu’il veut réellement être et il a oscillé entre conseils politiques et communication scientifique pendant la pandémie. « Ce conflit de rôle n’est pas résolu et pourrait devenir un problème lors de futures pandémies. » L’article aborde le dénoircissement de ce qui concerne les vaccinations et leurs effets secondaires : « L'effet immunisant du vaccin est resté un simple vœu pieux mais a été vendu comme une réalité au début de la campagne de vaccination. Le RKI lui aussi s’est prononcé expressément en faveur de la vaccination. »

#### Prises de position politiques
Le 25 juillet 2024, Janosch Dahmen (de), expert du parti écologiste en matière de santé, a déclaré que la publication non expurgée violerait les droits personnels des employés du RKI, dont la sécurité serait par là considérablement menacée. Il a demandé que ceux qui ont fait « un travail extraordinaire pour faire face à cette […] crise sanitaire » bénéficient de la protection  devenue désormais nécessaire.

#### Prises de position d'experts
Le 13 juin 2024, l'épidémiologiste Alexander Kekulé (de) résume les choses comme suit : les politiciens ont demandé dans les coulisses l'avis confidentiel d'« experts » isolés et ont ensuite pris des décisions basées sur « de la soupe à l'eau ». « Le seuil de 50 résultait d'une combinaison d'estimations sucées de leur pouce par des politiciens et des conseillers anonymes et d'une lutte acharnée entre les chancelleries d'État (de). Il n’y avait aucune justification scientifique. »

### Après le fuitage
Le 23 juillet 2024, les documents entièrement dénoircis et des éléments supplémentaires relatifs à la période 2020-2023 sont divulgués par la journaliste Aya Velázquez,,,.

#### Réactions médiatiques
Le 10 août 2024, après la publication intégrale des procès-verbaux du RKI, Andreas Gassen (de), président de l'
Association fédérale des médecins conventionnés (de), déplore la façon dont on a traité les non-vaccinés et se prononce en faveur de la création d'une commission d'étude.

#### Prises de position d'experts
Selon Svenja Flaßpöhler (de), philosophe, Elisa Hoven (de), professeur de droit pénal (de) à l'université de Leipzig, Frauke Rostalski (de), juriste et philosophe, et Juli Zeh, juge assesseur à la Cour constitutionnelle de l'État de Brandebourg (de), les procès-verbaux du RKI et le Document stratégique du ministère de l'Intérieur sur la pandémie de Covid-19 (de) (ce dernier déjà rendu public en 2020) révèlent « dans le chef des hommes politiques une compréhension extrêmement douteuse de leur rôle et de leur relation avec les citoyens » et une vision de l’humanité qui « n’a pas grand-chose à voir avec l’idée démocratique de citoyens responsables »,.

#### Prises de position politiques
Le 8 août 2024, sur le site Internet du Groupe FDP au Bundestag, Wolfgang Kubicki, vice-président du Bundestag, soutient que le pouvoir politique a exercé des pressions sur le RKI. Il en donne pour exemples quelques passages des procès-verbaux révélés par le fuitage, notamment celui-ci, du 25 février 2022  : « La réduction du risque de très élevé à élevé a été rejetée par le Ministère fédéral de la Santé » (« Reduzierung des Risikos von sehr hoch auf hoch wurde vom BMG abgelehnt »). Selon un article paru le 11 août 2024 dans le journal Die Welt, le Ministère fédéral de la Santé déclare ne pas commenter les propos de Kubicki et le ministre de la sante Karl Lauterbach lui non plus ne fait pas de commentaires, mais maintient que les mesures sanitaires étaient « plus que justifiées ».

## Publications du RKI sur Internet
- Procès-verbaux de l'équipe de crise du RKI pour la période de janvier 2020 à avril 2021, en grande partie non expurgés. Sur le site web de l'Institut Robert Koch, 30 mai 2024.
- « Stellungnahme zur aktuellen Diskussion um Protokolle » (Déclaration sur les actuelles discussions concernant les procès-verbaux) sur le site web de l'Institut Robert Koch (RKI), 25 mars 2024.
- « Hinweise zu den COVID-19-Krisenstabsprotokollen des Robert Koch-Instituts », site du RKI, 30 mai 2024.
- RKI: « Stellungnahme zu von extern veröffentlichten Datensätzen mit RKI-Krisenstabsprotokollen, 2020–2023 », 7 août 2024.